# Gynoplistia tuberculata
Gynoplistia tuberculata är en tvåvingeart som beskrevs av Edwards 1923. Gynoplistia tuberculata ingår i släktet Gynoplistia och familjen småharkrankar. Inga underarter finns listade i Catalogue of Life.